# Cyclopina heterospina
Cyclopina heterospina – gatunek widłonoga z rodziny Cyclopinidae. Nazwa naukowa tego gatunku skorupiaków została opublikowana w 1956 roku przez zoologów Shen Chia-jui i Bai Sye-o.